# Janette Turner Hospital
Janette Turner Hospital (Melbourne, 12 novembre 1942) è una scrittrice australiana.

## Biografia
Nata a Melbourne nel 1942 e cresciuta nel Queensland, ha ottenuto un B.A. all'Università del Queensland nel 1965 e, trasferitasi in Canada nel 1971, ha conseguito un M.A. nel 1973 alla Queen's University.
Dopo aver insegnato dal '63 al '66 nel Queensland, è stata bibliotecaria ad Harvard dal '67 al '71, professoressa d'inglese all'Università del Queensland e al St. Lawrence College di Kingston dal '71 all'82 e successivamente scrittrice in residenza in numerose università statunitensi e australiane.
Ha esordito nella narrativa nel 1982 con il romanzo The Ivory Swing vincendo il Seal First Novel Award e in seguito ha pubblicato altri 9 romanzi e 5 raccolte di racconti.
Premiata nel 2003 con Premio Patrick White, nel corso della sua esistenza ha vissuto in numerosi stati tra i quali l'Inghilterra, la Francia, l'India, il Canada e gli Stati Uniti.

## Vita privata
Sposatasi con il professore Clifford G. Hospital il 5 febbraio 1965, la coppia ha avuto due figli: Geoffrey e Cressida.

## Opere

### Romanzi
- The Ivory Swing (1982)
- The Tiger in the Tiger Pit (1983)
- Borderline (1985)
- Charades (1988)
- The Last Magician (1992)
- Oyster (1996)
- Due Preparations for the Plague (2003)
- Orfeo perduto (Orpheus Lost, 2007), Milano, Marcos y Marcos, 2009 traduzione di Giuseppe Mainolfi ISBN 978-88-7168-510-6.
- The Claimant (2014)

### Romanzi scritti con lo pseudonimo di Alex Juniper
- A Very Proper Death (1990)

### Raccolte di racconti
- Dislocations (1986)
- Isobars (1990)
- Collected Stories (1995)
- North of Nowhere, South of Loss (2003)
- Forecast: turbulence (2011)

## Premi e riconoscimenti
- Seal First Novel Award: 1982 vincitrice con The Ivory Swing
- Premio Patrick White: 2003